# Provincia di Catanzaro
La provincia di Catanzaro è una provincia italiana della Calabria di 338 446 abitanti, con capoluogo Catanzaro. Confina a ovest con il mar Tirreno, a nord con la provincia di Cosenza, a nord-est con la provincia di Crotone, a est con il mar Ionio, a sud con la città metropolitana di Reggio Calabria e a sud-ovest con la provincia di Vibo Valentia.
I confini della provincia di Catanzaro ricalcano, in parte, quelli della Calabria Ulteriore Seconda, provincia del Regno delle Due Sicilie che includeva anche i territori delle province di Vibo Valentia e Crotone; mentre i suoi simboli corrispondono alle armi della provincia di Calabria Ultra, istituita in età normanno-sveva.

## Geografia fisica

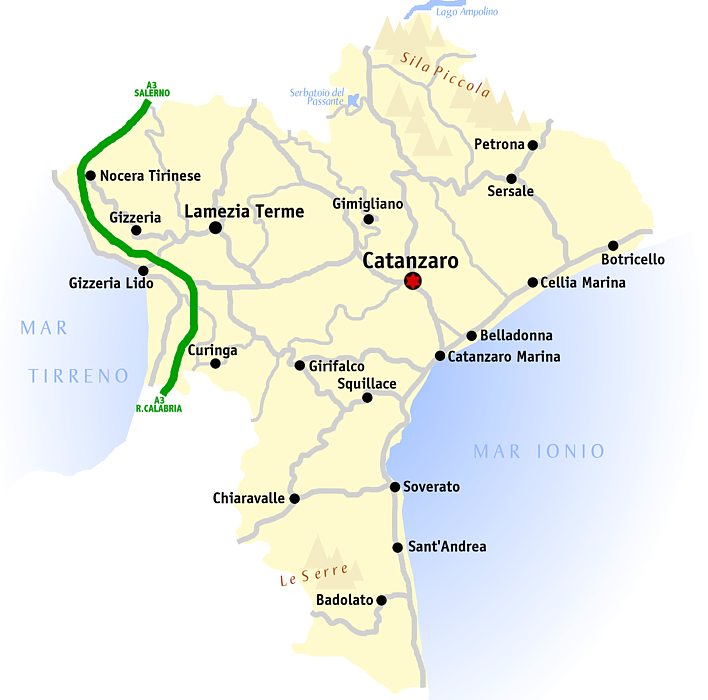
Mappa della provincia di Catanzaro

### Territorio
La provincia di Catanzaro, con una superficie di 2391 km², occupa il 15,9% del territorio regionale e la parte centrale della Calabria. È delimitata a ovest dal mar Tirreno, a nord dalla Sila, a est dal mar Ionio e a sud dalle Serre calabresi. La parte centrale del territorio è costituita dal cosiddetto istmo di Catanzaro, stretta valle allungata di 30 km circa che unisce le due coste dal golfo di Squillace al golfo di Sant'Eufemia e che è il punto più stretto dell'intera penisola italiana. In alcune giornate particolarmente limpide, da alcune zone della provincia, è possibile vedere contemporaneamente il mar Tirreno, il mar Ionio, le isole Eolie e anche la cima dell'Etna.

### Idrografia
Principali corsi d'acqua che scorrono nel territorio provinciale:
| Fiume o torrente | Zona geografica | Lunghezza (km) |
| ---------------- | --------------- | -------------- |
| Alessi           | Preserre        | 18             |
| Alli             | Sila Piccola    | 46             |
| Amato            | Sila Piccola    | 56             |
| Ancinale         | Serre           | 35             |
| Beltrame         | Serre           | 24             |
| Corace           | Sila Piccola    | 48             |
| Crocchio         | Sila Piccola    | 38             |
| Fiumarella       | Sila Piccola    | 20             |
| Pesipe           | Preserre        | 16             |
| Savuto           | Sila Piccola    | 48             |
| Simeri           | Sila Piccola    | 45             |
| Beltrame         | Preserre        | 30             |

Principali bacini idrici presenti sul territorio provinciale:
| Lago      | Zona geografica | Portata (in milioni di m²) |
| --------- | --------------- | -------------------------- |
| Ampollino | Sila Piccola    | 68                         |
| Passante  | Sila Piccola    | 38                         |

## Storia
Il territorio provinciale era in antichità la terra abitata dai Vituli, popolazione che adorava il simulacro del vitello. I greci chiamavano "Italoi" gli abitanti della terra compresa tra i golfi di Squillace e di Sant'Eufemia in riferimento al loro re Italo che secondo la leggenda era fratello di Dardano progenitore della stirpe troiana. Sotto l'imperatore Augusto il nome Italia, venne esteso a tutta la Calabria e in seguito a tutta la penisola.
La provincia di Catanzaro deriva dalla provincia di Calabria Ulteriore II (Calabria Ulteriore Seconda), istituita da Ferdinando IV di Napoli con la Legge riguardante la circoscrizione amministrativa delle Provincie dei Reali Domini di qua del Faro del 1º maggio 1816. La provincia abbracciava i distretti di Catanzaro (nominata Capoluogo), Cotrone (poi Crotone), Nicastro (poi Lamezia Terme) e Monteleone (poi Vibo Valentia). In questo periodo, cominciarono ad assumere consistenza fra la popolazione ideali progressisti e liberali, soprattutto nella città di Catanzaro, che divenne uno dei più importanti centri della Carboneria nel Regno.
Gli anni che vanno dal 1830 al 1850, furono caratterizzati da diversi moti insurrezionali, soprattutto a Monteleone (Vibo Valentia) e Catanzaro, dove fecero proselitismo anche Luigi Settembrini e Benedetto Musolino, fondatore della Giovine Italia.
Il territorio provinciale rimase intatto fino al 6 marzo 1992, quando venne ridimensionato (circa del 50%) con l'istituzione delle due nuove province di Crotone e Vibo Valentia.
Di seguito le variazioni amministrative della provincia:
- Nel 1863 il comune di Nocera della Pietra della Nave assume il nome di Nocera Terinese.
- Nel 1872 il comune di Feroleto Piano assume il nome di Pianopoli.
- Nel 1935 viene creato il comune di Sant'Eufemia Lamezia da territori appartenenti al comune di Gizzeria.
- Nel 1968 i comuni di Nicastro, Sambiase e Sant'Eufemia Lamezia vengono uniti per costituire la città di Lamezia Terme.

### Simboli
Lo stemma, approvato con regio decreto del 28 marzo 1938, ha la seguente descrizione:
La descrizione del gonfalone, approvato con regio decreto del 14 settembre 1939 è la seguente:
Lo stemma condivide gli stessi elementi presenti su quello della provincia di Reggio Calabria (che però ha la croce greca e un disegno diverso dei pali) in quanto ambedue le provincie anticamente costituivano la provincia di Calabria Ulteriore successivamente distinta in Calabria Ulteriore Prima e Calabria Ulteriore Seconda.

## Comuni
Appartengono alla provincia di Catanzaro i seguenti 80 comuni:
- Albi
- Amaroni
- Amato
- Andali
- Argusto
- Badolato
- Belcastro
- Borgia
- Botricello
- Caraffa di Catanzaro
- Cardinale
- Carlopoli
- Catanzaro
- Cenadi
- Centrache
- Cerva
- Chiaravalle Centrale
- Cicala
- Conflenti
- Cortale
- Cropani
- Curinga
- Davoli
- Decollatura
- Falerna
- Feroleto Antico
- Fossato Serralta
- Gagliato
- Gasperina
- Gimigliano
- Girifalco
- Gizzeria
- Guardavalle
- Isca sullo Ionio
- Jacurso
- Lamezia Terme
- Magisano
- Maida
- Marcedusa
- Marcellinara
- Martirano
- Martirano Lombardo
- Miglierina
- Montauro
- Montepaone
- Motta Santa Lucia
- Nocera Terinese
- Olivadi
- Palermiti
- Pentone
- Petrizzi
- Petronà
- Pianopoli
- Platania
- San Floro
- San Mango d'Aquino
- San Pietro Apostolo
- San Pietro a Maida
- San Sostene
- San Vito sullo Ionio
- Sant'Andrea Apostolo dello Ionio
- Santa Caterina dello Ionio
- Satriano
- Sellia
- Sellia Marina
- Serrastretta
- Sersale
- Settingiano
- Simeri Crichi
- Sorbo San Basile
- Soverato
- Soveria Mannelli
- Soveria Simeri
- Squillace
- Stalettì
- Taverna
- Tiriolo
- Torre di Ruggiero
- Vallefiorita
- Zagarise

### Comuni più popolosi
I comuni con più di 5 000 abitanti della provincia di Catanzaro sono:
| #  | Comune               | Abitanti |
| -- | -------------------- | -------- |
| 1  | Catanzaro            | 91.000   |
| 2  | Lamezia Terme        | 67 253   |
| 3  | Soverato             | 8 641    |
| 4  | Sellia Marina        | 7 625    |
| 5  | Borgia               | 7 201    |
| 6  | Curinga              | 6 516    |
| 7  | Montepaone           | 5 686    |
| 8  | Davoli               | 5 574    |
| 9  | Girifalco            | 5 480    |
| 10 | Chiaravalle Centrale | 5 107    |
| 11 | Botricello           | 5 010    |

Centrache, con i suoi 358 abitanti, è il comune meno popolato della provincia.

## Società

### Popolazione e lingua
Accanto all'italiano, l'idioma più parlato nella provincia di Catanzaro è senza dubbio il dialetto catanzarese; variante della lingua siciliana, si distingue da quello reggino, che sebbene presenti anch'esso origine siciliana, presenta vari caratteri linguistici di stampo greco.
Il dialetto catanzarese racchiude anche molti comuni situati sul versante ionico di demarcazione con le altre provincie, fatta eccezione per una ristretta area della costa tirrenica della provincia stessa. Essendo parlato nell'Istmo di Catanzaro, che funge da confine naturale tra due aree linguistiche ben distinte, nella sua pronuncia è influenzato sia dal dialetto reggino, idioma principale della Calabria meridionale, sia dal dialetto cosentino, che spicca nella provincia di Cosenza, ed è di chiare origini napoletane.
Nella provincia sono presenti comuni e frazioni di origine arbëreshë, la cui lingua è parlata a: Andali (Andalli), Caraffa di Catanzaro (Garrafe), Marcedusa (Marçidhuza), Vena di Maida (Vjna) e Zangarona di Lamezia Terme (Xingarona). In altri paesi è invece scomparsa questa lingua, e sono: Amato (Amate), Arietta di Petronà (Arjèta), Gizzeria (Jacarise), Gizzeria Lido (Zalli e Jacarise) e Mortilla di Gizzeria (Mortila e Jacarise).

### Qualità della vita
| Anno | Qualità della vita (Sole 24 Ore) | Tenore di vita (Sole 24 Ore) | Ecosistema urbano (Legambiente) | Ordine pubblico (Sole 24 Ore) |
| ---- | -------------------------------- | ---------------------------- | ------------------------------- | ----------------------------- |
| 2007 | 99ª posizione                    | 83ª posizione                | 95ª posizione                   | 36ª posizione                 |
| 2008 | 86ª posizione                    | 82ª posizione                | 95ª posizione                   | 31ª posizione                 |
| 2009 | 83ª posizione                    | 92ª posizione                | 93ª posizione                   | 25ª posizione                 |
| 2010 | 89ª posizione                    | 99ª posizione                | 88ª posizione                   | 32ª posizione                 |

Secondo la classifica generale per la "Qualità della vita 2019" stilata da Il Sole 24 Ore, Catanzaro occupa la posizione 85 su 107 province, prima fra le calabresi, con 445,2 punti totali. All'interno di questo dato complessivo, la macroarea in cui occupa la miglior posizione in classifica è "Demografia e società" (52º posto), mentre quella in cui occupa la posizione peggiore è "Ricchezza e consumi" (97°). Nel totale ha guadagnato 3 posizioni rispetto alla classifica stilata nel 2018.
Nella classifica sulla "Qualità della vita 2019" di Italia Oggi e Università "La Sapienza", Catanzaro occupa l'80º posto, attestandosi come quarta provincia del Sud Italia dopo Potenza, Matera e Benevento. Nel sistema salute Catanzaro occupa il secondo posto a livello nazionale.

## Economia
La provincia di Catanzaro ha il reddito pro-capite più elevato della regione con 9.385 €/ab. Le maggiori attività economiche riguardano il terziario a Catanzaro, il commercio a Lamezia Terme e il turismo a sulla costa catanzarese in specie a Soverato. Ben affermata è anche la vocazione turistica montana della Sila catanzarese, soprattutto nell'area del Parco nazionale della Sila, dove si registra la presenza di vari villaggi attrezzati.
| Stemma | Comuni con reddito pro-capite annuo più alto | Reddito annuo pro-capite in euro |
| ------ | -------------------------------------------- | -------------------------------- |
|        | Soverato                                     | 13.278                           |
|        | Montauro                                     | 12.113                           |
|        | Catanzaro                                    | 12.062                           |
|        | Settingiano                                  | 10.823                           |
|        | Montepaone                                   | 10.164                           |
|        | Soveria Mannelli                             | 10.002                           |

### Artigianato
La provincia di Catanzaro vanta una grande tradizione nel campo della lavorazione di tessuti e ricami, soprattutto di seta. Recentemente, diversi giovani hanno dato nuova linfa a quest'attività, sviluppando progetti di economia sostenibile e solidale. Fra i comuni di Girifalco, San Floro e Cortale, infatti, è ancora praticata la gelsibachicoltura, l'allevamento del baco da seta abbinato alla coltivazione del gelso.
Tiriolo e Badolato sono note soprattutto per la lavorazione del “vancale”, il tipico scialle calabrese, realizzato in lana o in seta, indossato anticamente sui costumi tradizionali dalla donne per ballare la tarantella, o come decoro ornamentale delle abitazioni. Tipica a Tiriolo è anche la lavorazione dei tappeti, dei pizzi lavorati finemente al tombolo, dei ricami, dei tessuti di lino e di ginestra, di ceramiche pregiate, di oggetti di arredo e di sculture artistiche. 
Anche in altri centri è attiva la produzione artistica della tessitura come a Platania e Petrizzi dove un tempo si produceva anche la canapa.
A Soveria Mannelli si trova ancora il Lanificio Leo, la più antica fabbrica della lana attiva in Calabria e fondata nel 1873. L'opificio conserva ancora maestosi, e suggestivi, attrezzi risalenti alla fine dell'Ottocento.
Nell'antico centro di Squillace viene tramandata la tradizionale produzione di ceramiche artistiche che risale al periodo della Magna Grecia.
La cittadina Serrastretta, verde località tra i boschi della Presila, è famosa la sua produzione in legno e in particolare per i suoi "seggiari" che producono sedie caratterizzate da una originalissima impagliatura.
Sellia Marina, invece, è nota per la lavorazione del vetro soffiato.
Fra tanti "maestri" artigiani ci sono anche quelli del ferro battuto, che lavorano l'ottone, il peltro, la latta per farne balconi, ringhiere, cancelli, lucerne, candelabri e piatti. Inoltre sono da ricordare gli orafi e gli argentieri che plasmano le lamine ed usano il bulino per produrre orecchini, monili, collane, pendagli spesso rifacendosi ad antiche fogge.

### Turismo
La provincia di Catanzaro punta molto sul turismo marittimo ma il suo territorio comprende anche la Sila. I comuni più importanti dal punto di vista turistico sono Nocera Terinese, Falerna e Lamezia Terme sulla fascia costiera tirrenica, Soverato, Catanzaro, Stalettì, Simeri Crichi,  Montepaone Lido, Squillace, Roccelletta di Borgia, Sellia Marina, Davoli, Badolato e Botricello sulla fascia costiera ionica, mentre tra le zone interne Taverna e Tiriolo, situati alle pendici della Sila, Girifalco e Maida sulle pendici delle Preserre.
La costa ionica è molto più sviluppata rispetto a quella tirrenica per quanto riguarda strutture e organizzazione, sviluppo dovuto a una maggiore presenza del turismo per via della bellezza naturale e artistica dei luoghi. La zona più rinomata è quella situata nel centro del golfo di Squillace tra Catanzaro Lido e Soverato, di giorno con la rara bellezza che caratterizza la costa del golfo di Squillace dove si vedono alternate splendide scogliere a lunghi tratti di spiaggia con sabbia bianca e finissima, e la notte con la presenza di molti locali notturni che animano l'intera costa trovando in Catanzaro Lido e Soverato le località principali di tali attività, senza dimenticare le zone del Lametino, come Gizzeria Lido, una delle mete più ambite per i praticanti di kitesurf del sud Italia.

#### Principali località turistiche
- Catanzaro: seconda città della Calabria per popolazione è situata al centro del Golfo di Squillace. Sul lungomare del quartiere costiero, molto popolato nei mesi estivi si trovano numerosi bar, caffè, ristoranti e pizzerie. Inoltre durante la stagione estiva presso l'area Magna Graecia, vengono organizzati numerosi eventi musicali, con la partecipazione di cantanti nazionali e internazionali;
- Lamezia Terme: quarta città della Calabria per popolazione, situata tra il mar Tirreno e il monte Reventino, è un punto storicamente strategico. Comune ricco in tutti i sensi, sono infatti da visitare i numerosi scavi archeologici tra cui la città greca di Terina, l'abbazia benedettina di Santa Maria, la Cattedrale dei Santi Pietro e Paolo e il castello Normanno-Svevo. Grande rilevanza turistica hanno le antiche terme di Caronte dal punto di in vista storico ma soprattutto curativo. La città è dotata di tre centri storici colmi di storia e cultura estremamente diversi tra di loro;
- Soverato: situata sulla costa ionica ed è soprannominata la perla dello Ionio. Tra le prime città turistiche della Calabria, si distingue per la bellezza delle sue spiagge e per la movida estiva;
- Badolato è un borgo incastonato tra le colline della provincia di Catanzaro che negli ultimi anni ha sperimentato una competizione senza precedenti. Da paese che rischiava di scomparire, è diventato un borgo di accoglienza e meraviglia.  Nel panorama dei più bei borghi italiani, Badolato è l'unico Borgo in Calabria a partecipare all'undicesima edizione del celebre programma di Rai 3 che ogni anno elegge il Borgo più bello d’Italia, conquistando il titolo di secondo borgo più bello d'Italia 2024.
- Stalettì: comune che si trova nello stupendo golfo di Squillace sulla Costa dei Saraceni o Costa degli Aranci, tra Catanzaro Lido e Montepaone Lido, ospita nella sua fascia costiera tre delle zone più importanti a livello turistico della provincia di Catanzaro; Caminia, Copanello e Pietragrande, la sua costa si distingue sia per la presenza di tratti con meravigliose scogliere che per spiagge con sabbia finissima e bianca;
- Squillace: paese antichissimo che dà il nome al noto golfo, si estende fino al mar Ionio e rientra nella fascia costiera presente tra Catanzaro e Soverato. Nel centro storico, situato in una zona collinare, sono presenti un castello Normanno detto anche "Dei Borgia" e diverse chiese monumentali risalenti a epoche diverse. Fu fondata in epoca magno greca con il nome di Skylletion, i cui resti si ritrovano nel parco archeologico nella vicina Roccelletta di Borgia, per poi diventare colonia romana denominata Scolacium. Successivamente venne conquistata da Saraceni, Bizantini e per ultimi dai Normanni. Proprio per vie delle diverse invasioni il borgo antico è ricchissimo di storia e cultura;
- Roccelletta di Borgia: località marittima del comune di Borgia al confine con il comune di Catanzaro. Situata nel golfo di Squillace e bagnata dal mar Ionio è famosa per il sito archeologico Scolacium dove sono presenti i resti dell'abitato preromano di Skylletion nel quale vanno segnalati gli avanzi delle strade lastricate, degli acquedotti, dei mausolei e di altri impianti sepolcrali, della basilica, di un impianto termale, di un teatro e di un anfiteatro;
- Gizzeria Lido: località balneare situata nella Piana di Lamezia Terme, presenta, in molti tratti della costa, una particolare condizione di vento chiamato tecnicamente “termico”, adatto, per diverse ore della giornata, alla pratica del windsurf e del kitesurf. Nel tempo, infatti, queste spiagge sono diventate riferimento per gli specialisti di questi sport per quasi tutto l’arco dell’anno[30].
- Montepaone Lido: località marittima del comune di Montepaone che si affaccia sulla costa dei Saraceni o Costa degli Aranci situata nel golfo di Squillace. Fa parte della fascia costiera che va da Catanzaro a Soverato ed è contigua con Caminia e Pietragrande di Stalettì formando, insieme ad esse, una delle zone balneari più belle, attrezzate e frequentate della provincia di Catanzaro;
- Curinga: pittoresco borgo adagiato su una collina al centro della Costa dei Feaci. ll suo territorio è uno scrigno ricco di testimonianze storico-archeologiche e bellezze naturalistiche: dalle tracce degli insediamenti stentinelliani risalenti al settimo millennio a.C. che ne fanno uno dei luoghi più importanti per lo studio del neolitico, al grande complesso termale romano di Aque Ange inserito tra i monumenti nazionali italiani, mentre non distante del borgo è possibile ammirare l'eremo basiliano di San'Elia Vecchio con la sua cupola e il platano monumentale millenario di Vrisi. Il Forte e la Torre di Mezzapraia si trovano invece lungo la costa non distanti dal palatium baronale di Lacconia e dal S.I.C. oasi di Imbutillo. L'altro S.I.C.(Dune dell'Angitola) interessa l'ampio arenile lungo i cinque km di spiaggia libera. È tra i borghi di Eccellenza della Regione Calabria.
- Girifalco: antica cittadina situata sulle pendici del monte Covello al centro dell'Istmo di Catanzaro, punto più stretto della penisola. Presenta diversi luoghi d'interesse tra i quali la chiesa di San Rocco e la fontana del Diavolo (1663) entrambe barocche, diversi palazzi storici, il complesso monumentale e l'antico rione Pioppi. L'area naturale di monte Covello è nota per la ricchezza della flora abbondante di boschi dove è possibile intraprendere percorsi naturalistici ed escursionistici, per la qualità delle acque oligominerali, per le aree picnic, per la presenza di un centro ornitologico e inoltre dalle sue massime alture è possibile osservare sia lo Ionio che il Tirreno;
- Tiriolo: paese ai piedi della Sila Piccola a nord dell'istmo di Catanzaro. Nel suo territorio comunale, al confine con il territorio di Settingiano, sono visibili i ruderi di Rocca Falluca, un antico borgo medievale, fondato alla metà dell'XI secolo attorno a un castello normanno e abbandonato alla fine del XVI secolo.
- Taverna: situato ai piedi della Sila Piccola è la patria natia del celebre pittore seicentesco Mattia Preti. Fanno parte del comune di Taverna i villaggi turistici montani Villaggio Mancuso e Villaggio Racise i quali costituiscono, insieme ad altri villaggi più piccoli, il comprensorio turistico della Sila Piccola.

## Trasporti e vie di comunicazione

### Strade
È attraversata dall'autostrada A2 che percorre la costa tirrenica, dalla strada statale 106 Jonica che sviluppa il suo tracciato lungo la costa ionica da Taranto a Reggio Calabria e dalla strada statale 18 Tirrena Inferiore che percorre tutta la costa tirrenica da Salerno a Reggio Calabria.
Le due coste sono collegate tramite la strada statale 280 dei Due Mari che taglia la provincia orizzontalmente attraversando l'intero istmo di Catanzaro e si raccorda alla strada statale 106 Jonica all'altezza del comune di Catanzaro.
Grandi arterie di comunicazione sono anche la strada statale 109 della Piccola Sila che da Lamezia Terme attraversa la Sila e la SS 182 che da Soverato attraversa l'altopiano delle Serre per arrivare nella frazione marittima di Vibo Marina.
Una nuova importante arteria ancora in fase di realizzazione è la strada statale 713 Trasversale delle Serre che collegherà Soverato a Vibo Valentia.
Infine importanza notevole ha avuto nel passato, quando non esisteva ancora l'autostrada A2, l'ex strada statale 19 delle Calabrie diventata strada provinciale, che attraversa le zone interne della provincia da Soveria Mannelli a Catanzaro e rappresentava l'unica arteria di collegamento tra Cosenza e Catanzaro.

### Ferrovie
Le stazioni ferroviarie più importanti sono quella di Lamezia Terme per la costa tirrenica e quella di Catanzaro Lido per la costa ionica. Importanza notevole continua ancora a conservare, per un gran numero di utenti, la linea Cosenza-Catanzaro delle Ferrovie della Calabria, già Ferrovie Calabro Lucane.

### Aeroporti
A Lamezia Terme è situato l'aeroporto più importante della regione. Lo scalo lametino, gestito da un'impresa mista pubblico-privata (S.A.CAL. S.p.A.), funziona con collegamenti di linea sia per voli nazionali che per voli internazionali e con collegamenti organizzati dai tour operator per voli intercontinentali.

## Galleria d'immagini

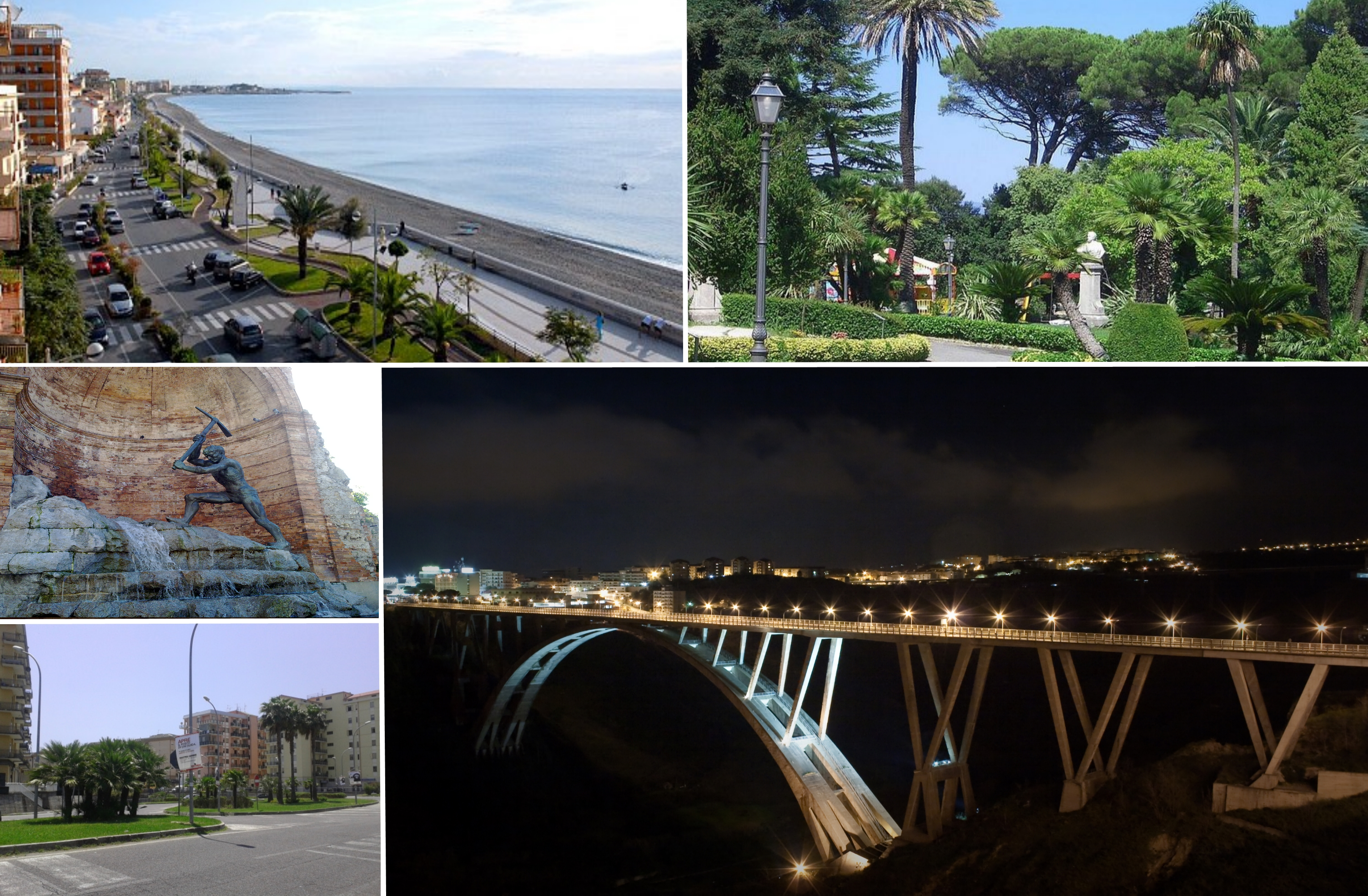
Catanzaro
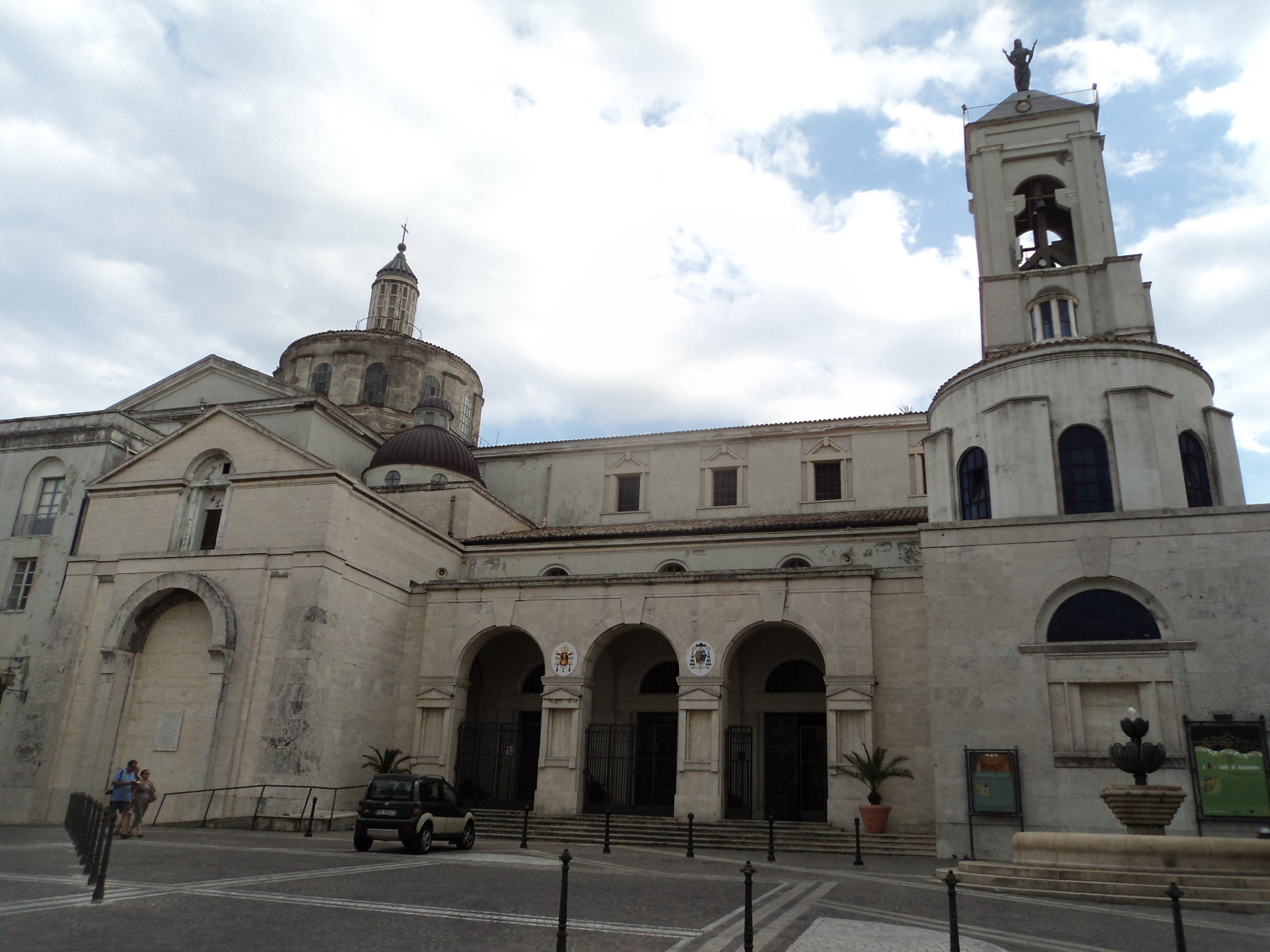
Cattedrale di Catanzaro
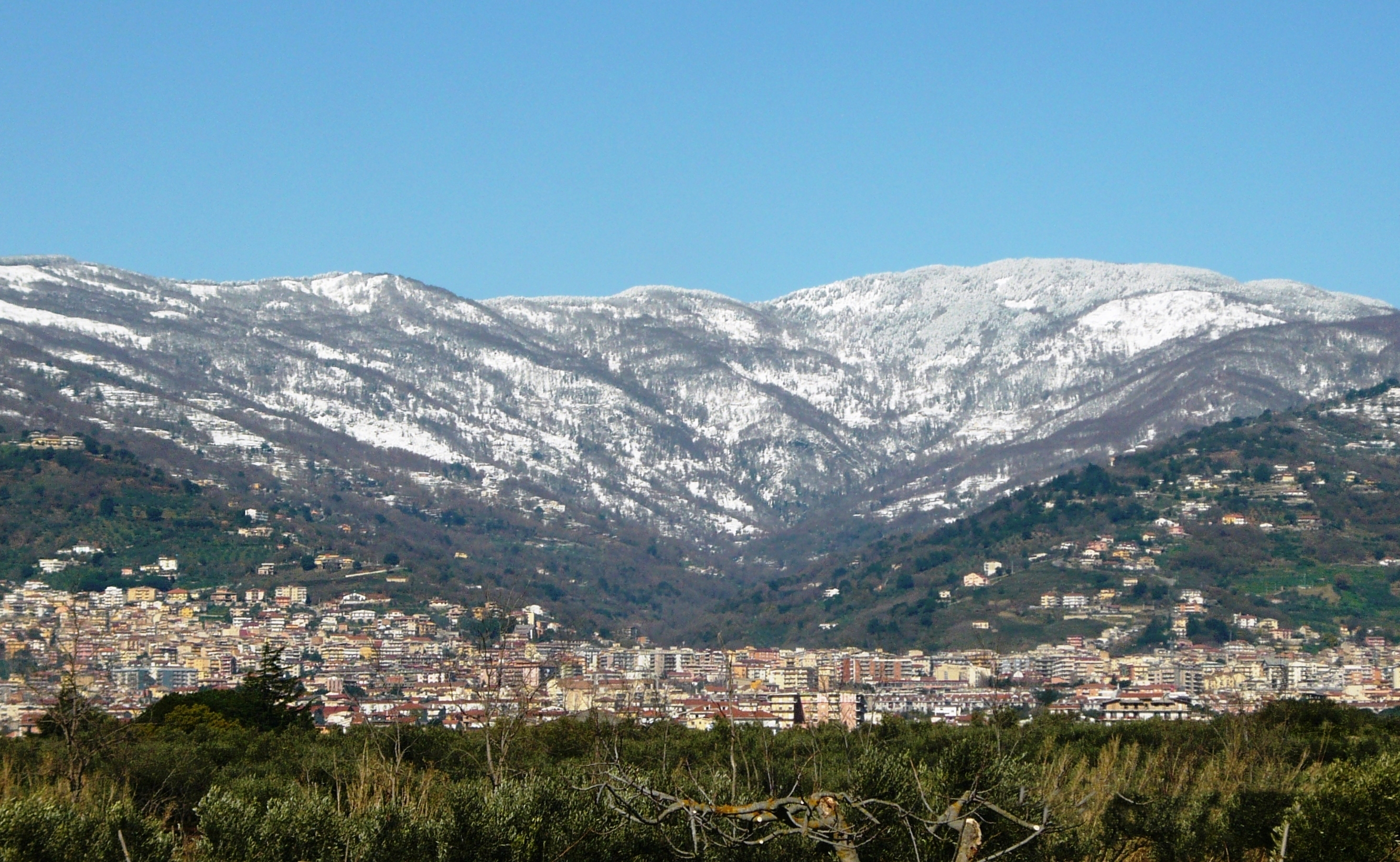
Lamezia Terme con il monte Reventino innevato sullo sfondo
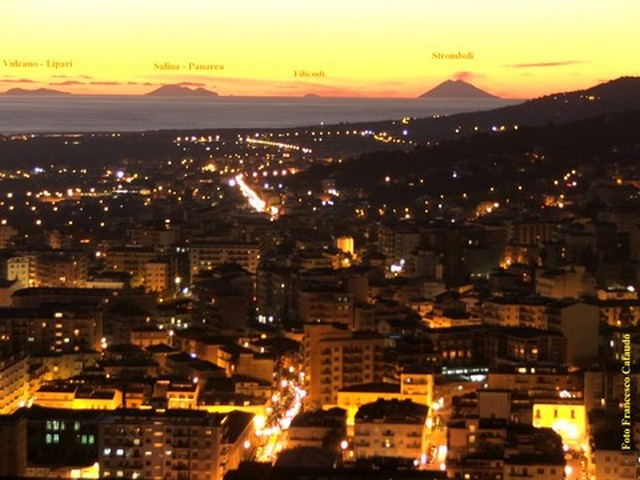
Lamezia Terme, vista notturna
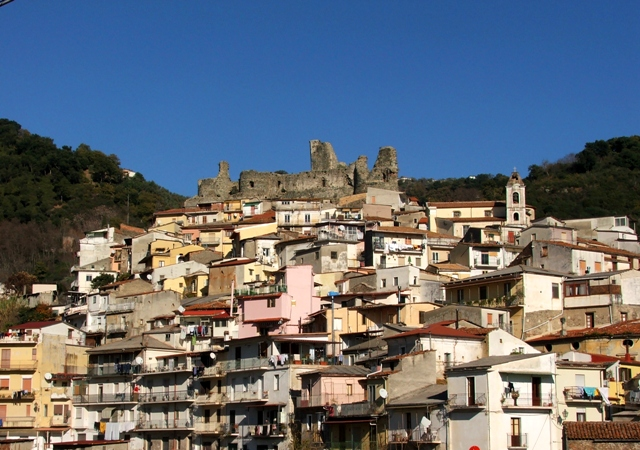
Nicastro (Lamezia Terme), castello Normanno - Svevo
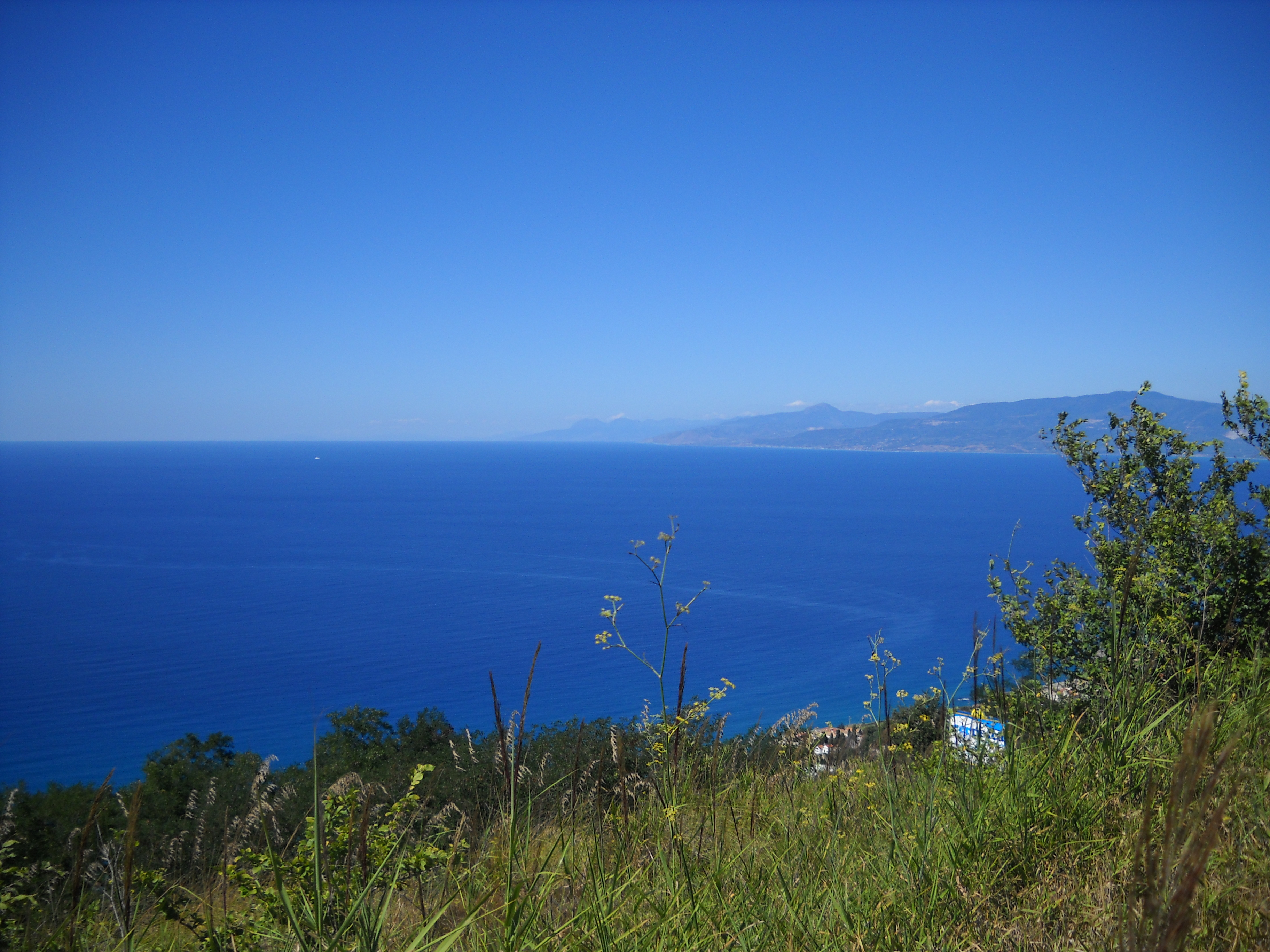
Golfo di Sant'Eufemia
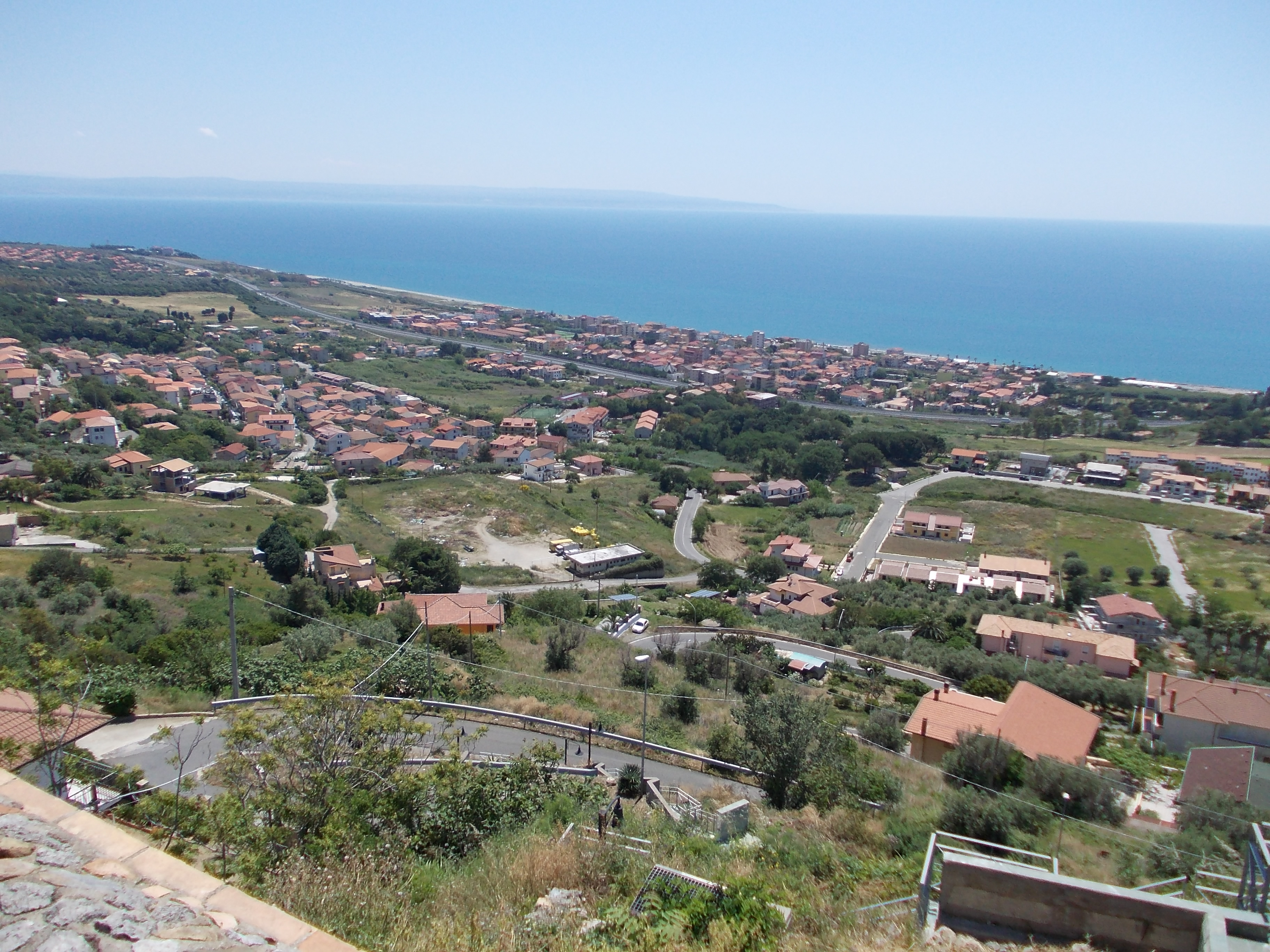
Falerna
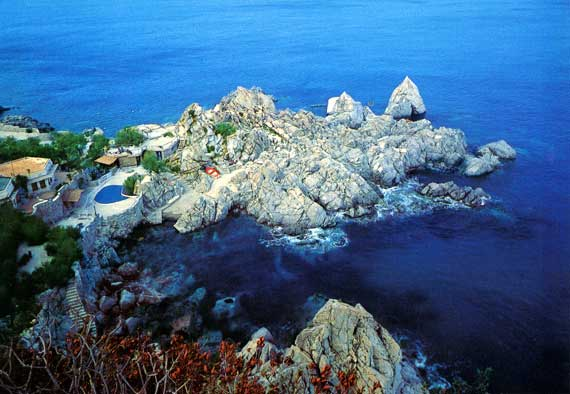
Copanello di Stalettì
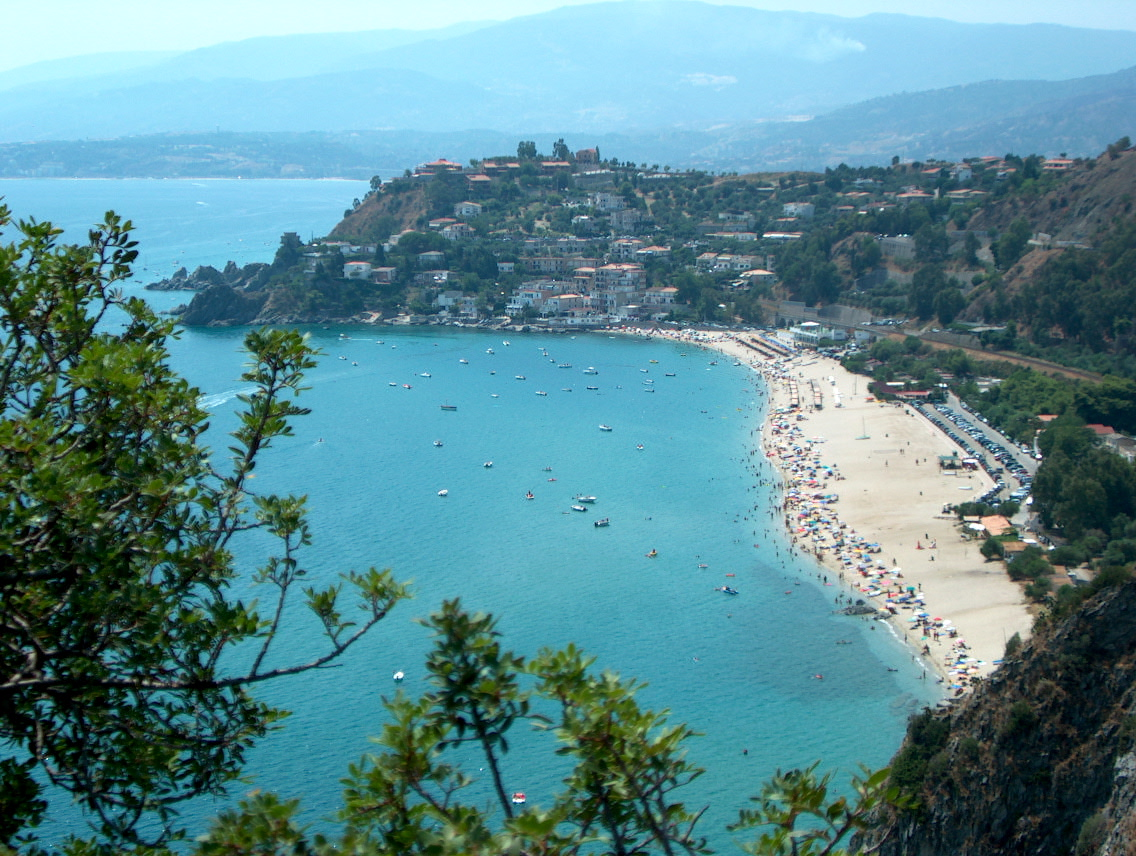
Baia di Caminia
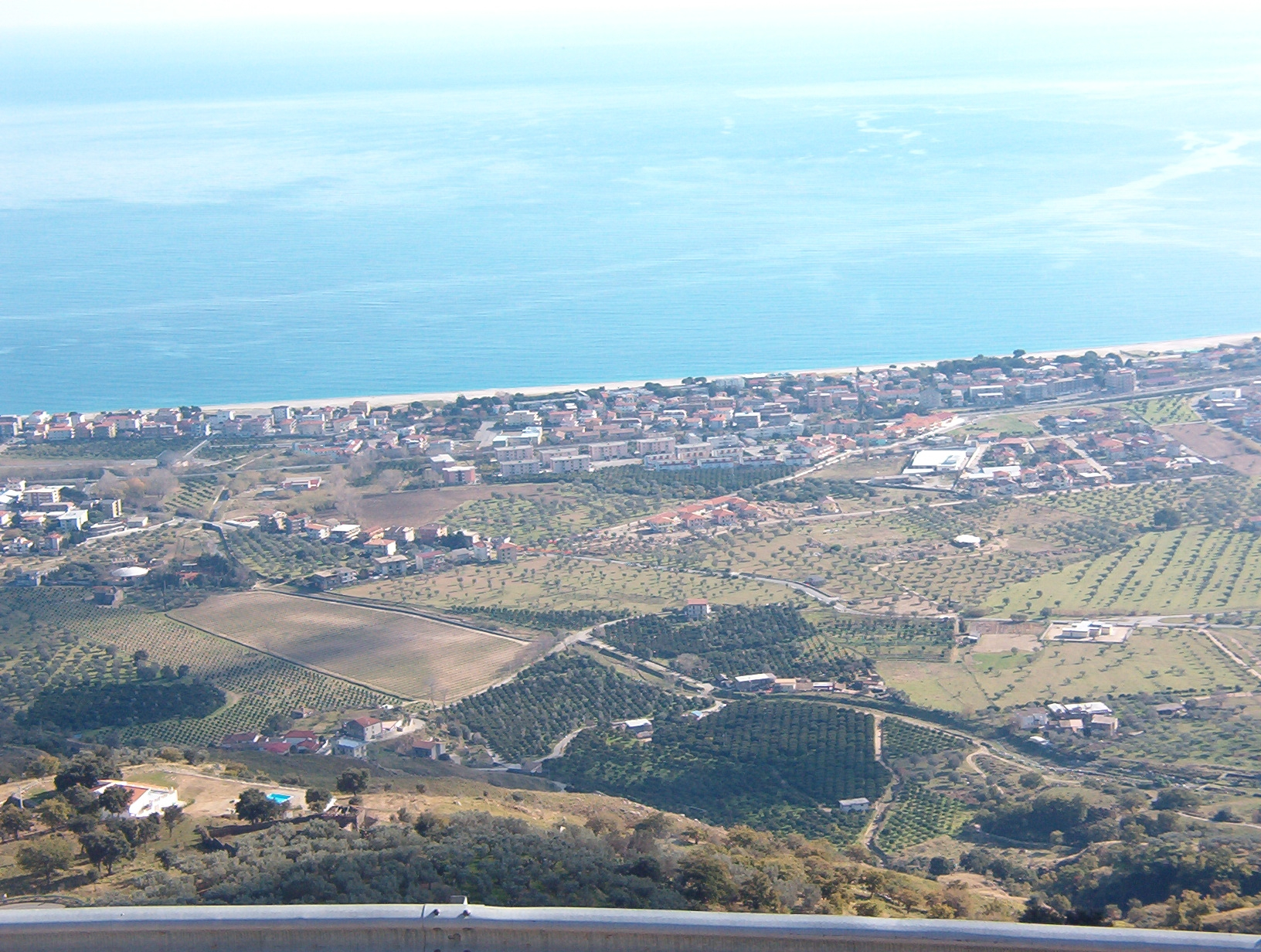
Montepaone Lido
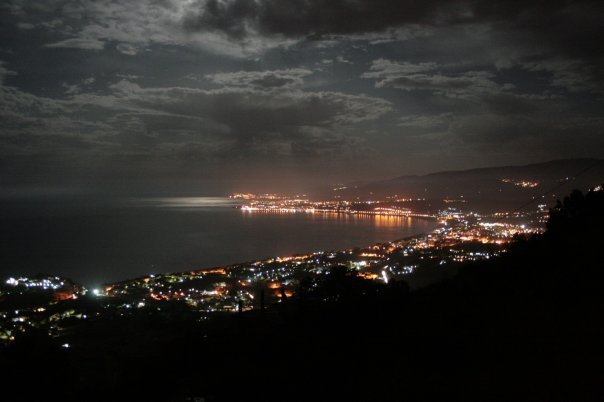
Vista notturna da Montepaone Lido a Soverato
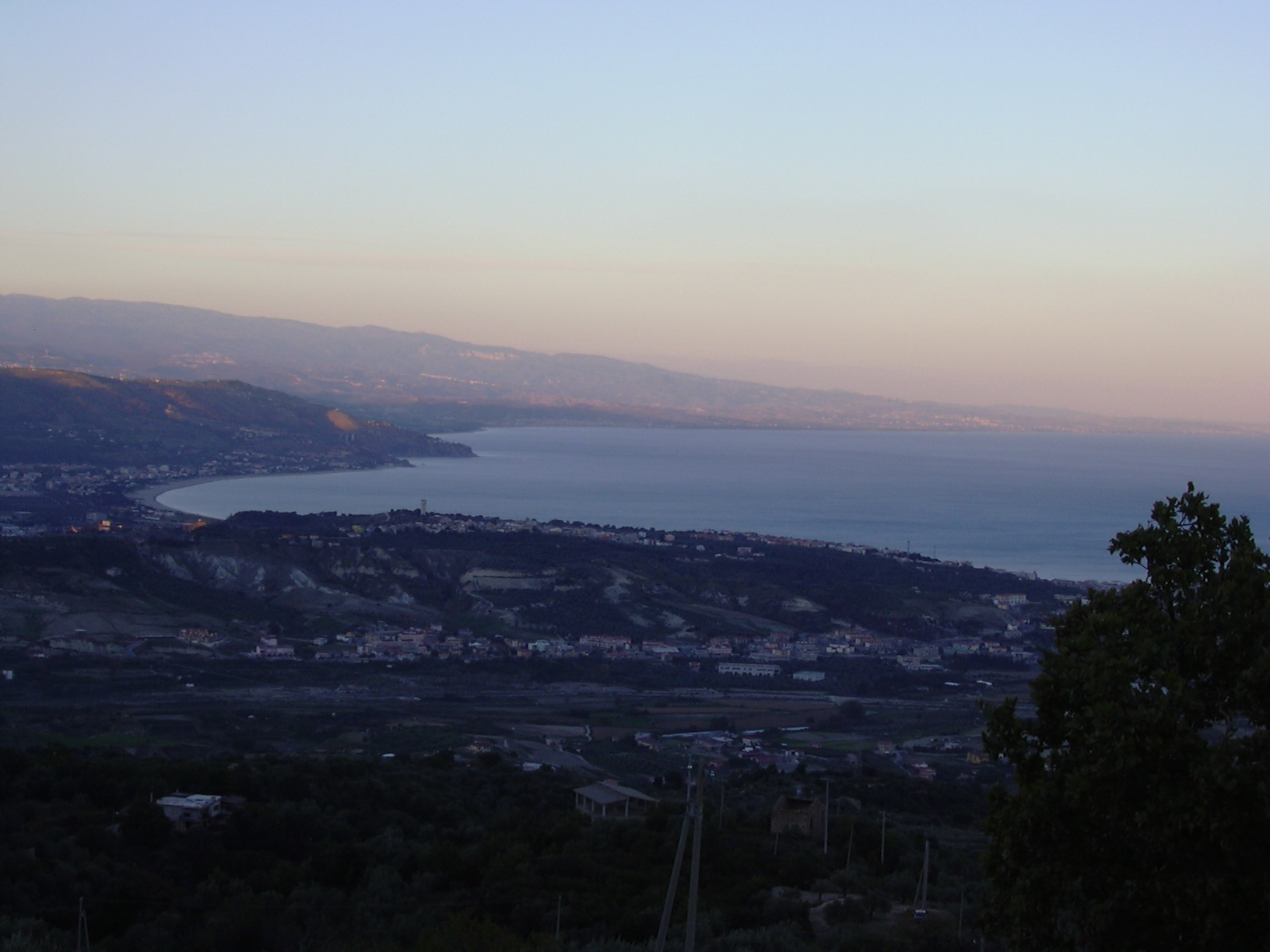
Soverato
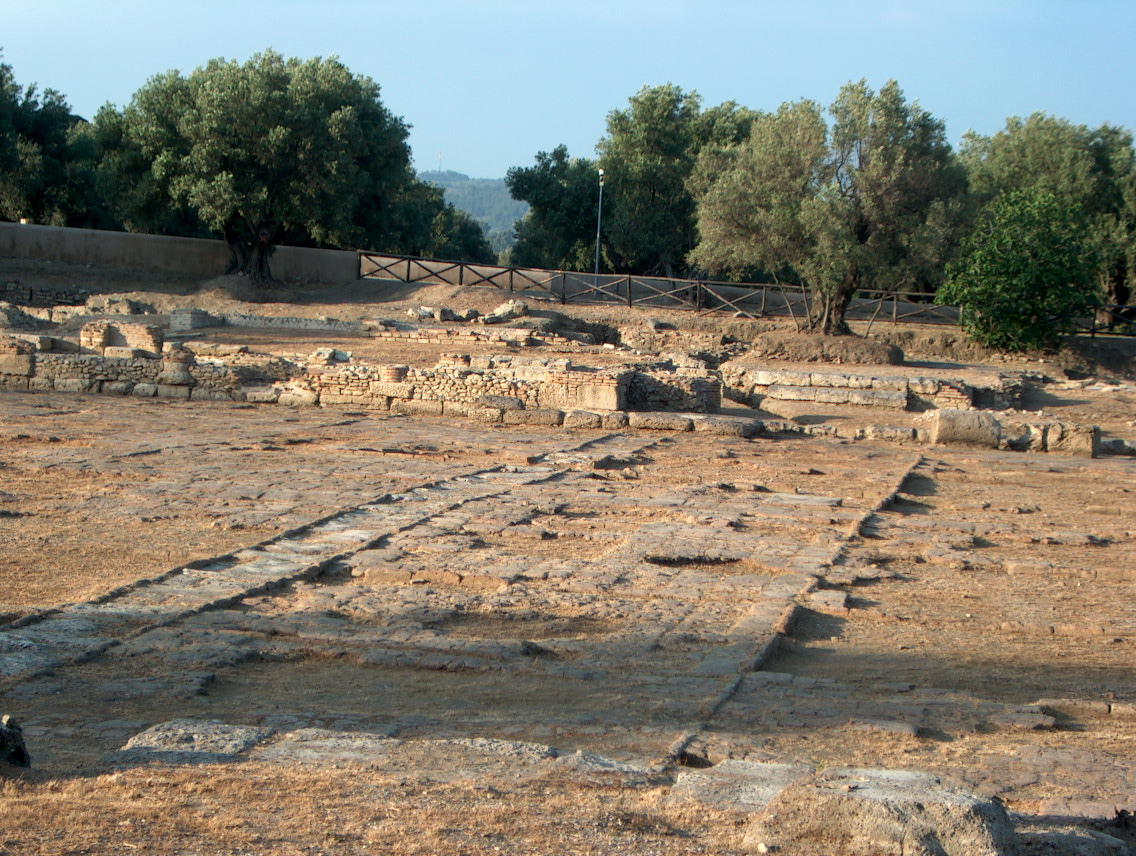
Parco archeologico di Scolacium
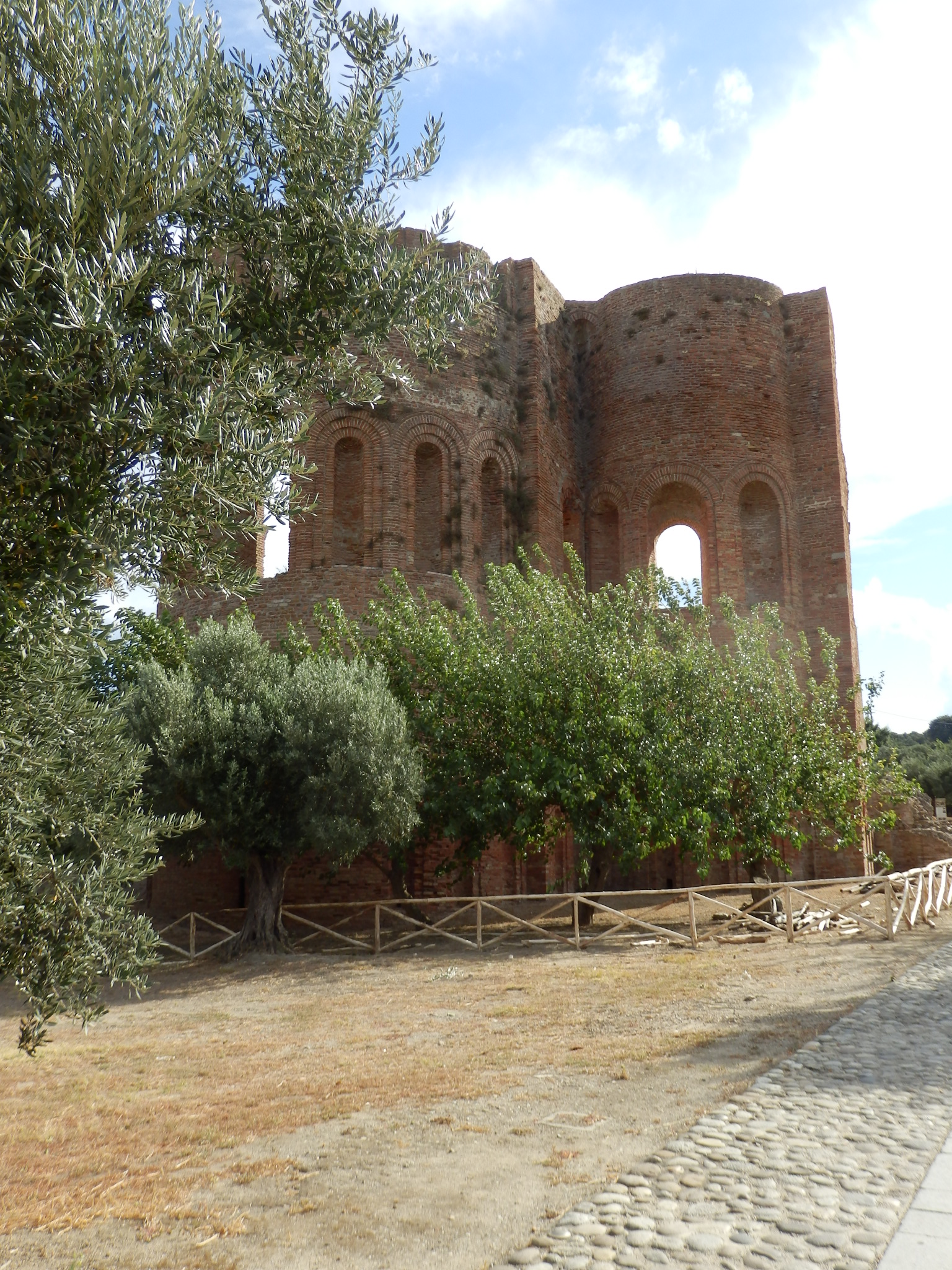
Ruderi Basilica di Santa Maria della Roccella
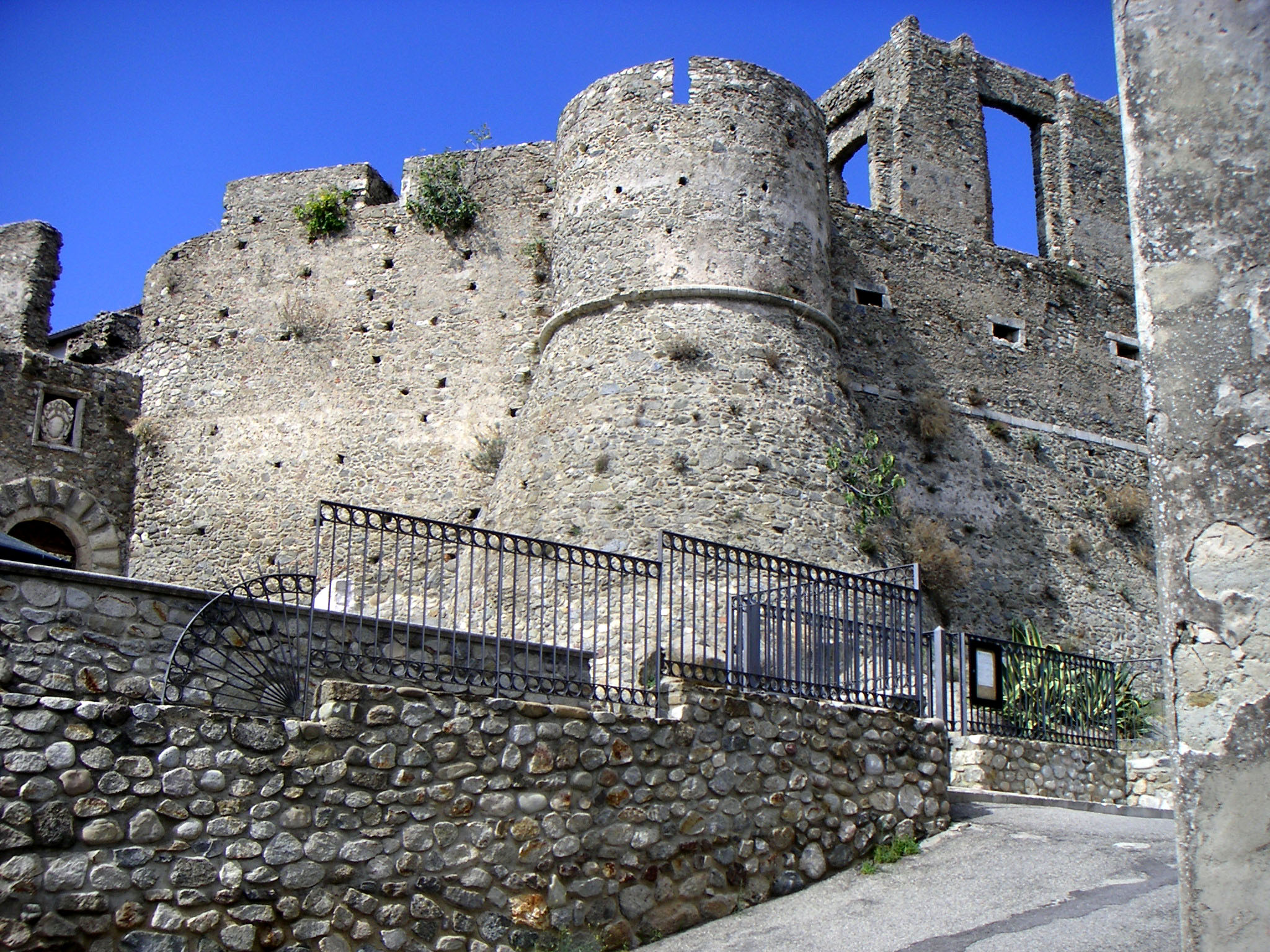
Castello Normanno di Squillace
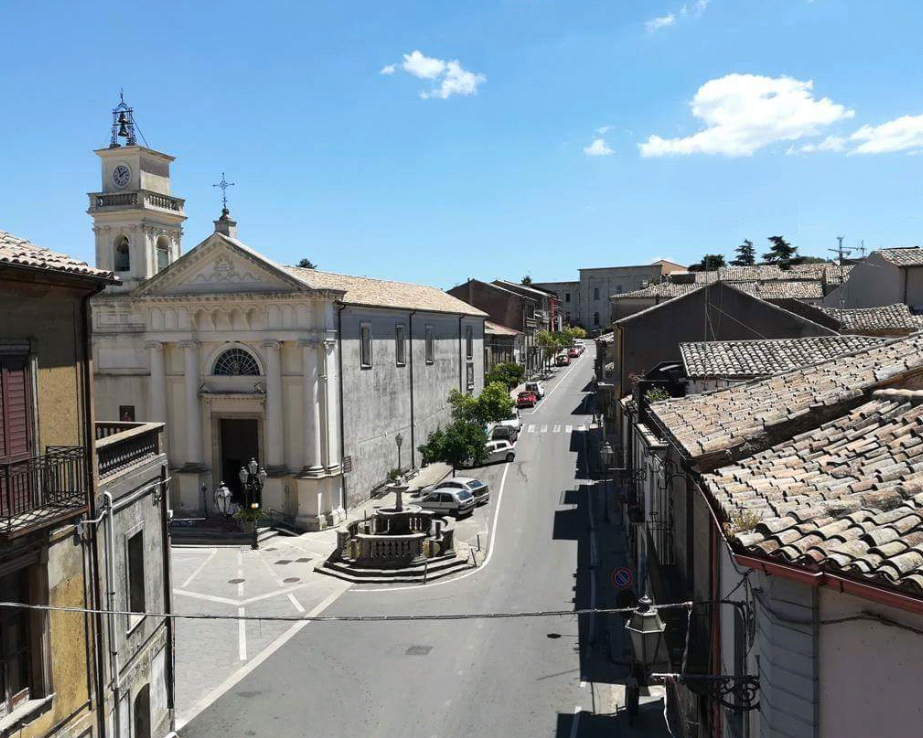
Girifalco, centro storico
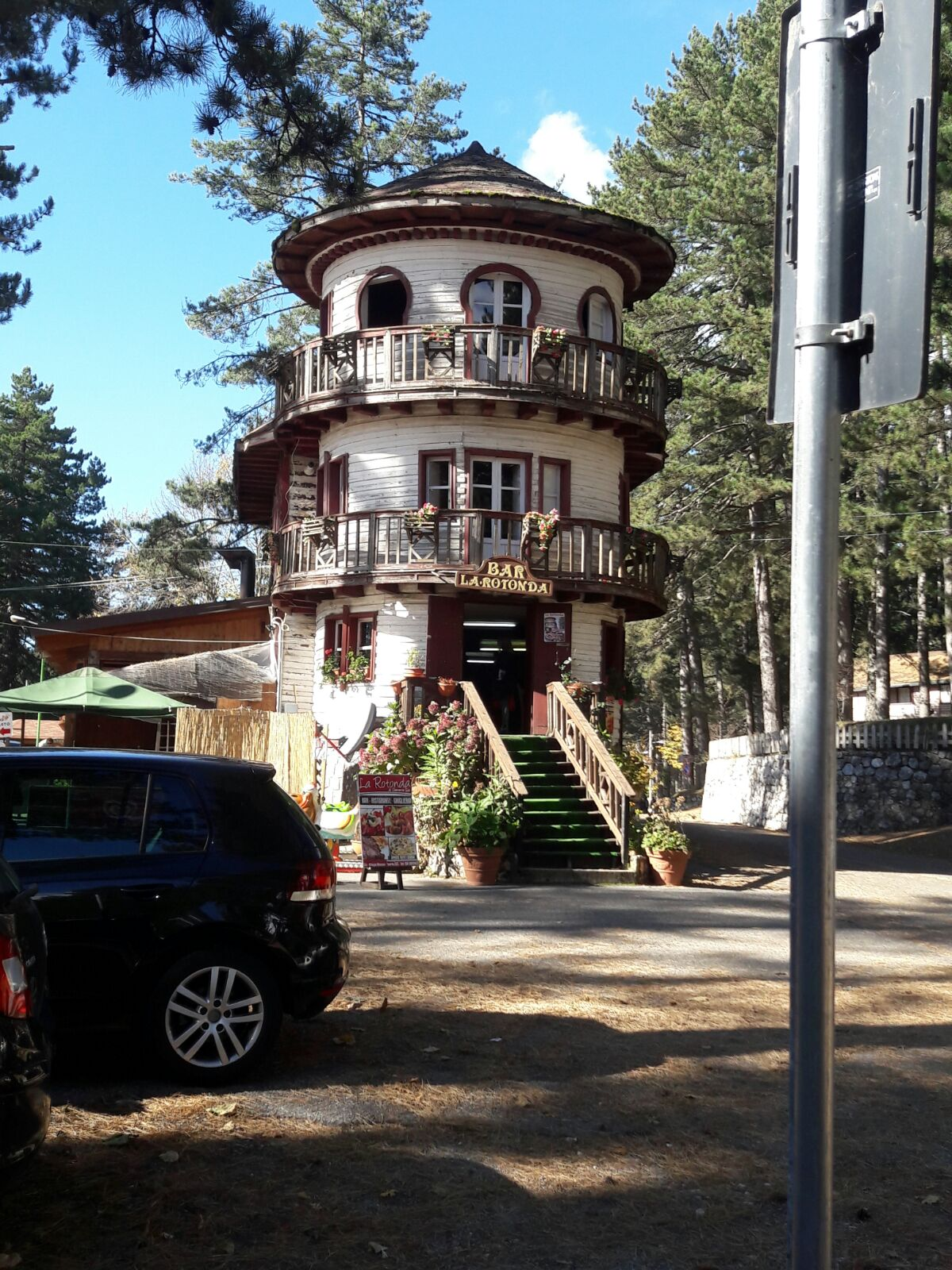
Taverna, Villaggio Mancuso
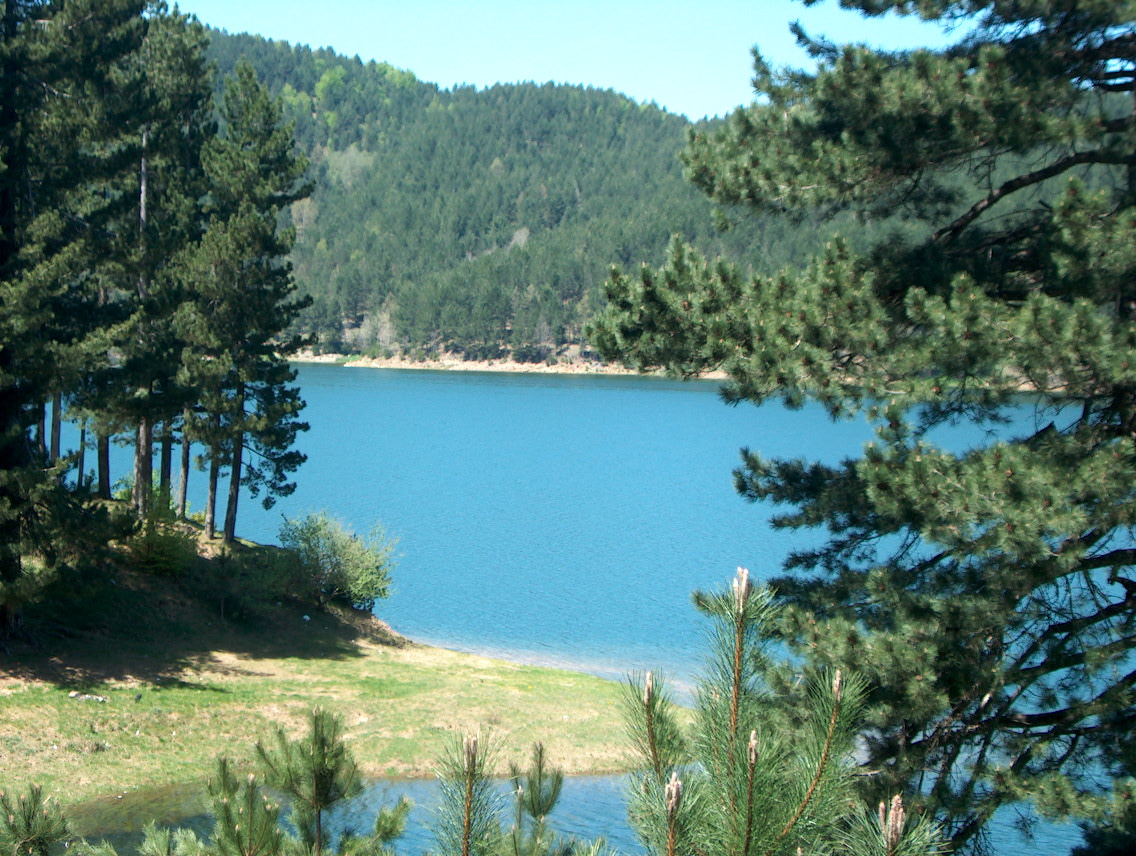
Lago Ampollino (Sila Piccola)
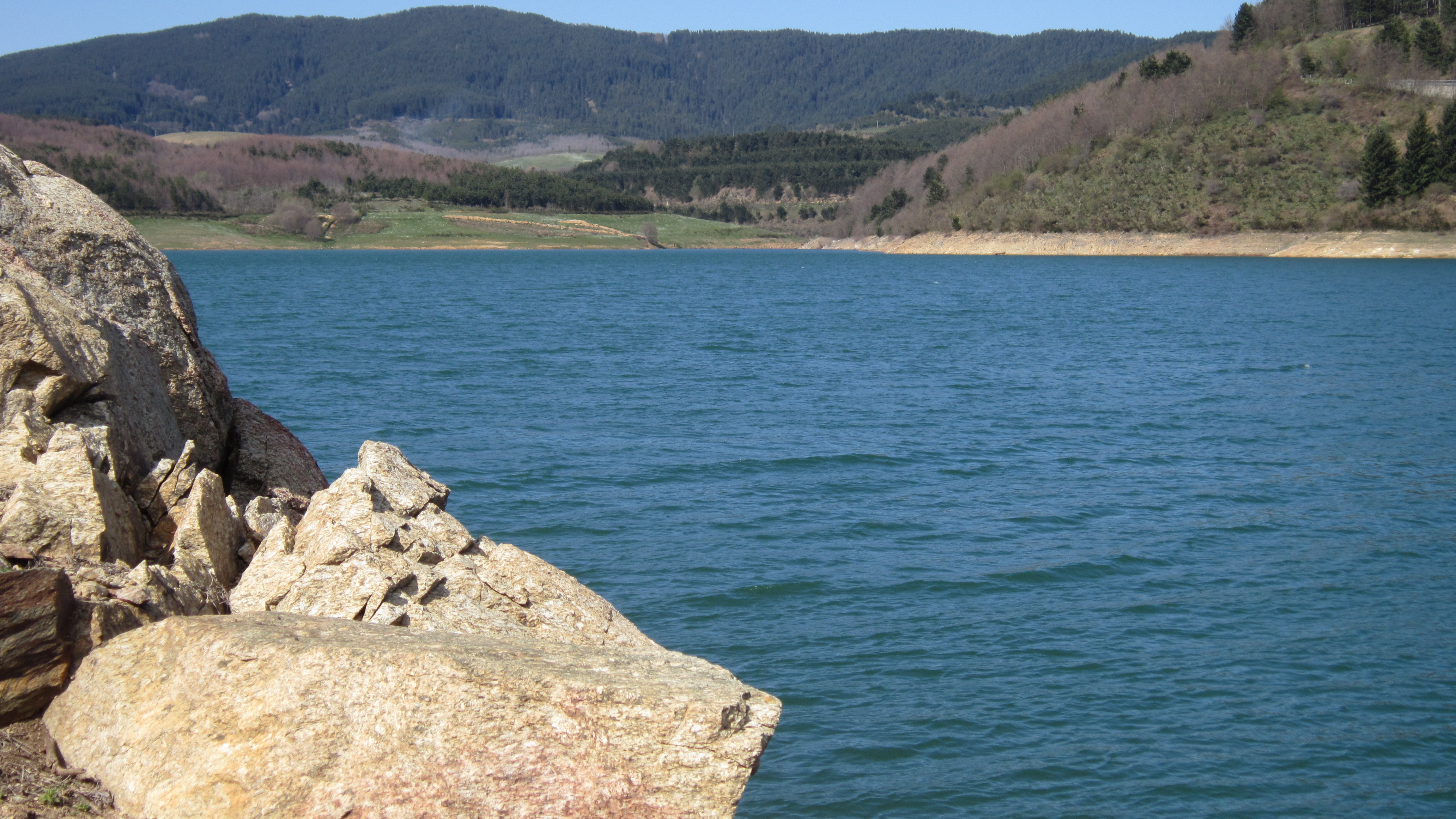
Lago Passante (Sila Piccola)
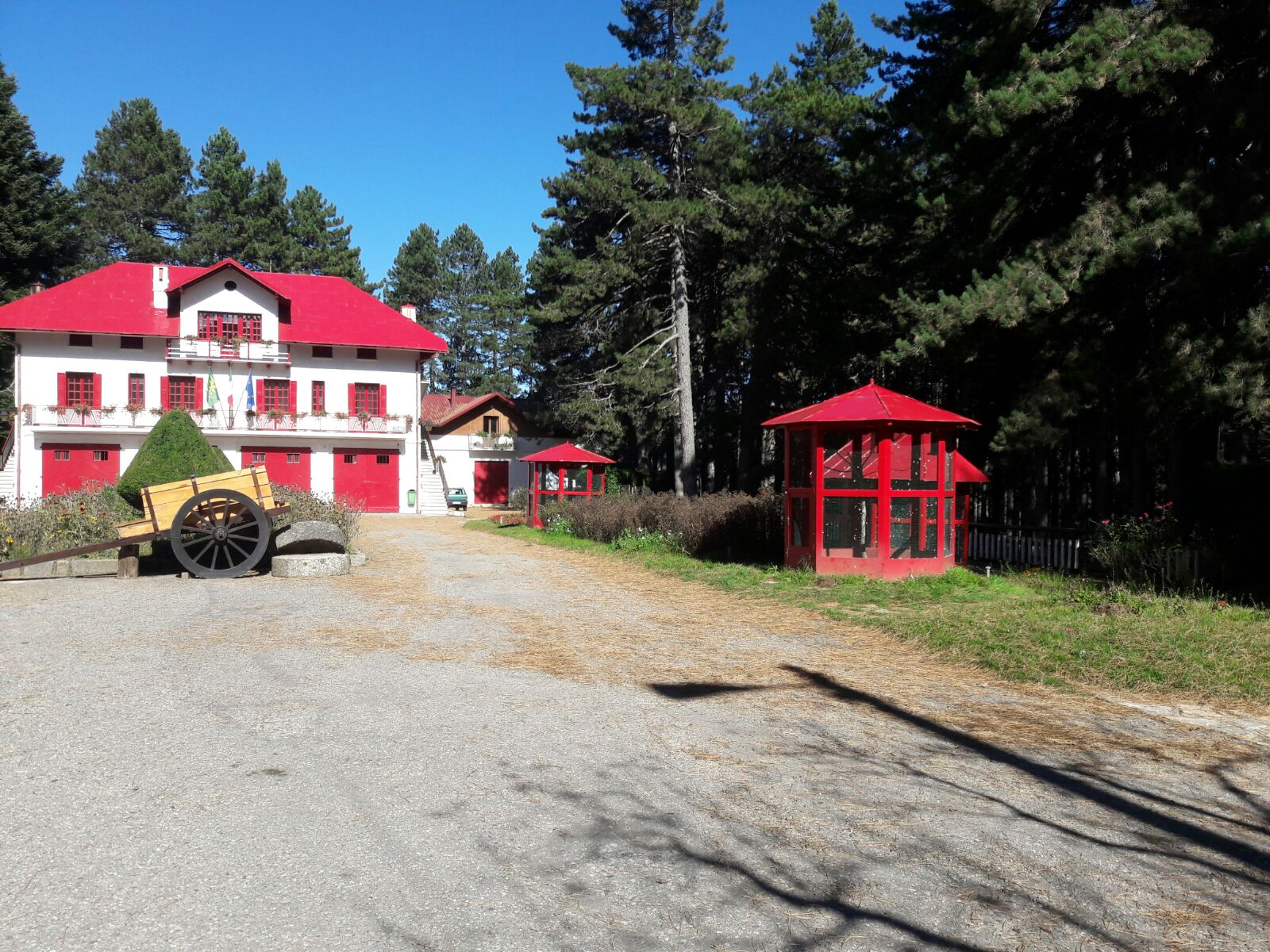
Sila Piccola, Villaggio Mancuso